# Amélie de Boufflers
Marie Amélie de Boufflers (* 5. Mai 1751 in Paris; † guillotiniert 27. Juni 1794 ebenda) war aufgrund ihrer Ehe Herzogin von Lauzun (1766), dann Herzogin von Biron (1788).

## Leben
Amélie de Boufflers war die einzige Tochter von Charles Joseph de Boufflers (1731–1751), dritter und letzter Herzog von  Boufflers, Gouverneur von Flandern und Hennegau, und Marie Anne Philippine de Montmorency-Logny (1732–1797), Palastdame von Maria Leszczyńska († 1768), dann von Marie Antoinette. Sie war Erbin ihrer unermesslich reichen Großmutter mütterlicherseits, Madeleine Angélique Neufville de Villeroy († 1787), Witwe von Joseph Marie de Boufflers († 1747), Maréchale de Luxembourg aufgrund deren zweiten Ehe mit Charles-François de Montmorency († 1764).
1760, bei einer Reise mit ihrer Großmutter, traf die junge Amélie auf Jean-Jacques Rousseau, der später von ihr schrieb: „Sie war eine nette Person. Sie hatte wirklich eine Figur, eine Süße, eine jungfräuliche Schüchternheit. Nichts ist liebenswürdiger und interessanter als ihr Gesicht, nichts zärtlicher und keuscher als die Gefühle, die sie geweckt hat.“.
Per Ehevertrag vom 26. Januar und 4. Februar 1766 heiratete sie Armand de Gontaut-Biron (* 13. April 1747; † guillotiniert 31. Dezember 1793), Duc de Lauzun, später Duc de Biron, Pair de France, Sohn von Charles Antoine Armand, Duc de Gontaut, und Antoinette Eustachie Crozat du Chastel. Nach einigen Monaten Ehe hatte „le beau Lauzun“ genug von seiner schüchternen Frau, verließ sie und suchte sich außerehelich Partnerinnen. Die Ehe blieb ohne Kinder.
1791 emigrierte sie, um aber nicht unter die Gesetze zu fallen, die Emigranten betrafen, kehrte sie nach Frankreich zurück und emigrierte nach dem Tuileriensturm (10. August 1792) erneut. Da sie ihr Eigentum nicht konfiszieren lassen wollte, kehrte sie noch einmal nach Frankreich zurück. Zweimal als Verdächtige verhaftet, wurde sie am 27. Juni 1794 zum Tode verurteilt, dann guillotiniert und auf dem Cimetière de Picpus begraben.